# Jeffrey Tate
Sir Jeffrey Philip Tate (Salisbury, Wiltshire, Anglaterra, 28 d'abril de 1943 - Bèrgam, Llombardia, Itàlia, 2 de juny de 2017) va ser un director anglès de música clàssica. Tate va néixer amb espina bífida i tenia una curvatura espinal associada. Després d'estudiar medicina a la Universitat de Cambridge i començar una carrera mèdica a Londres, es va canviar a la música i va treballar amb Georg Solti a la Royal Opera House de Covent Garden, abans de debutar com a director el 1979 a la Metropolitan Opera de Nova York. Va tenir càrrecs de direcció amb l'Orquestra de Cambra Anglesa, l'Orquestra Filharmònica de Rotterdam i l'Orquestra Simfònica d'Hamburg, entre d'altres, i va ser la primera persona a ser nomenada director principal de la Royal Opera House. Va ser nomenat cavaller pels seus serveis a la música el 2017.

## Joventut
Tate va néixer a Salisbury, Anglaterra, amb espina bífida, un defecte de naixement important, i també tenia una curvatura espinal associada, la cifosi. La seva família es va traslladar a Farnham, Surrey, quan era jove i va assistir a la "Farnham Grammar School" entre 1954 i 1961, guanyant una beca estatal a la Universitat de Cambridge, on va dirigir produccions teatrals. Tate va llegir inicialment medicina al "Christ's College de Cambridge" (1961–64), especialitzada en cirurgia ocular. Més tard va treballar al "St Thomas's Hospital" de Londres, abans d'abandonar la seva carrera clínica per estudiar música al "London Opera Center" de 1970 a 1971. Es va convertir en repetidor i entrenador a la Royal Opera House, Covent Garden, sota la tutela de Sir Georg Solti.

## Carrera
Tate va ser assistent musical de Pierre Boulez per a la producció del centenari de The Ring a Bayreuth el 1976, treballant també amb el director de l'òpera Lulu per a la històrica producció de 1979 a l'Òpera de París que va restaurar l'Acte 3. El debut internacional de Tate com a director va ser a Carmen a l'Òpera de Göteborg el 1978. Va dirigir el Metropolitan Opera de la ciutat de Nova York el 1979. La seva actuació a la Royal Opera House va incloure Mozart (La clemenza di Tito el 1982, Così fan tutte el 1989, Les noces de Fígaro el 1991, Idomeneo el 1989), Strauss (Ariadne auf Naxos el 1985, Der Rosenkavalier el 1989, Arabella el 1990), Wagner (Lohengrin el 1988, Der fliegende Holländer el 2011) i el repertori francès (Manon el 1987, Les Contes d'Hoffmann el 1991, Carmen) el 1994.
El 1985, va ser nomenat primer director titular de l'English Chamber Orchestra (ECO), amb el qual va realitzar un enregistrament de 51 simfonies de Mozart per a EMI als anys vuitanta, i va ocupar el càrrec fins al 2000. Altres enregistraments amb l'ECO va incloure simfonies tardanes de Haydn, i un cicle de concerts per a piano de Mozart amb Mitsuko Ushida. El 1982 va guanyar el Outstanding First Achievement destacat de l'any a l'òpera' per la direcció de La Clemenza di Tito de Mozart, a la Royal Opera House el juny de 1981, als Premis SWET (ara Olivier). El setembre del 1986, Tate es va convertir en director principal de la Royal Opera House, Covent Garden, la primera persona en la història de la companyia a tenir aquest títol. Va ocupar aquest càrrec de Covent Garden fins a 1991, i posteriorment es va convertir en director convidat principal a Covent Garden de 1991 a 1994. Va ser director titular de l'Orquestra Filharmònica de Rotterdam del 1991 al 1995. El 2005, Tate va ser nomenat director musical del Teatre San Carlo de Nàpols, i va romandre en el càrrec fins al 2010. Va crear l'òpera La Forêt de Rolf Liebermann, basada en Aleksandr Ostrovski Tha Forest, a Ginebra l'abril de 1987.Clark, Andrew. Switzerland - Liebermann premiere. Opera, August 1987. Va dirigir l'Anell al Théâtre du Châtelet de París el 1994.
L'octubre de 2007, l'Orquestra Simfònica d'Hamburg va anunciar el nomenament de Tate com el seu proper director en cap. Va assumir formalment el càrrec l'any 2009. El febrer de 2014, l'orquestra va anunciar l'ampliació del seu contracte com a director en cap fins al 2019. Va ocupar el càrrec d'Hamburg fins a la seva mort el 2 de juny de 2017. Tate va ser director convidat principal i assessor artístic de l'Orquestra Simfònica d'Adelaide, en part com a resultat de la seva associació amb l'orquestra a partir d'una producció de l'Anell de 1998, des del 2016 fins al seu mort.
L'obituari de la revista Opera va assenyalar que els seus "enregistraments, sobretot de Lulu, Hänsel und Gretel i Elektra, demostren el seu poder emotiu i la seva contínua cura perquè el cant mai s'hauria d'ofegar per la fossa".
Els enregistraments de Tate inclouen una sèrie de concerts per a piano de Mozart amb la pianista Mitsuko Uchida. Tate va ser president de l'organització benèfica britànica d'espina bífida ASBAH (ara SHINE [Espina bífida, hidrocefàlia, informació, xarxes, igualtat]) des de 1989. Un retrat de Jeffrey Tate es troba al llibre Cinquè, "Quintet Journeys toward Musical Fulfillment" de David Blum (Cornell University Press, 1999). Va aparèixer originalment com un article al número del 30 d'abril de 1990 de The New Yorker.

En la vida privada, Tate va ser soci de Klaus Kuhlemann, un geomorfòleg alemany, a qui va conèixer quan dirigia a Colònia des de 1977. Tate ha descrit aquesta situació com un foraster en dos aspectes:
| « | <El món gai està immensament penjat de la perfecció física per alguna raó curiosa... Per tant, ser discapacitat en aquest món és més difícil.> | » |

 Tate i Kuhlemann finalment es van casar.
Tate va ser nomenat Knight Bachelor en els honors d'Any Nou 2017 pels serveis a la música britànica a l'estranger. També va ser nomenat Comandant de l'Ordre de l'Imperi Britànic (CBE) en els honors d'aniversari de 1990. Tate va dirigir els seus últims concerts els dies 30 i 31 de maig de 2017, a Bolzano i Trento, amb l'Orquestra Haydn. Va morir d'un atac de cor a Bèrgam, Llombardia, Itàlia, el 2 de juny de 2017 a l'edat de 74 anys. Kuhlemann, el seu cònjuge, li sobreviu.

## Discografia
A més dels seus cicles de Mozart, la seva discografia de la English Chamber Orchestra també inclou música anglesa de Bax, Bridge, Butterworth i Moeran, Verklärte Nacht (La nit transfigurada), Metamorphosen i Missa Solemnis; va dirigir les Cançons de l'Alvèrnia de Canteloube Kiri Te Kanawa el 1982 i el 1983.
Com a teclista va tocar l'orgue per a enregistraments d'obres corals de Vivaldi als anys setanta, i va formar part del continu de Le nozze di Figaro el 1982, dirigit per Georg Solti a Decca.

## Videografia
- The Metropolitan Opera Centennial Gala (1983), DVD de Deutsche Grammophon, 00440-073-4538
- Enregistrament d'un concert televisat en directe de l'orquestra de cambra anglesa des del palau de Schönbrunn, Viena, el 16 de novembre de 1990; Mozart: Simfonia núm.36 en CK425 "Linz", Concert per a piano núm.17 en GK453 (amb Dezsö Ranki) i Simfonia núm.41 en CK551 “Júpiter”, emesa en parts en disc làser.[8]